# Hogernhal, Sindhnur
Hogernhal là một làng thuộc tehsil Sindhnur, huyện Raichur, bang Karnataka, Ấn Độ.